# Coupe du Liechtenstein de football 2008-2009
Navigation
Édition précédente Édition suivante

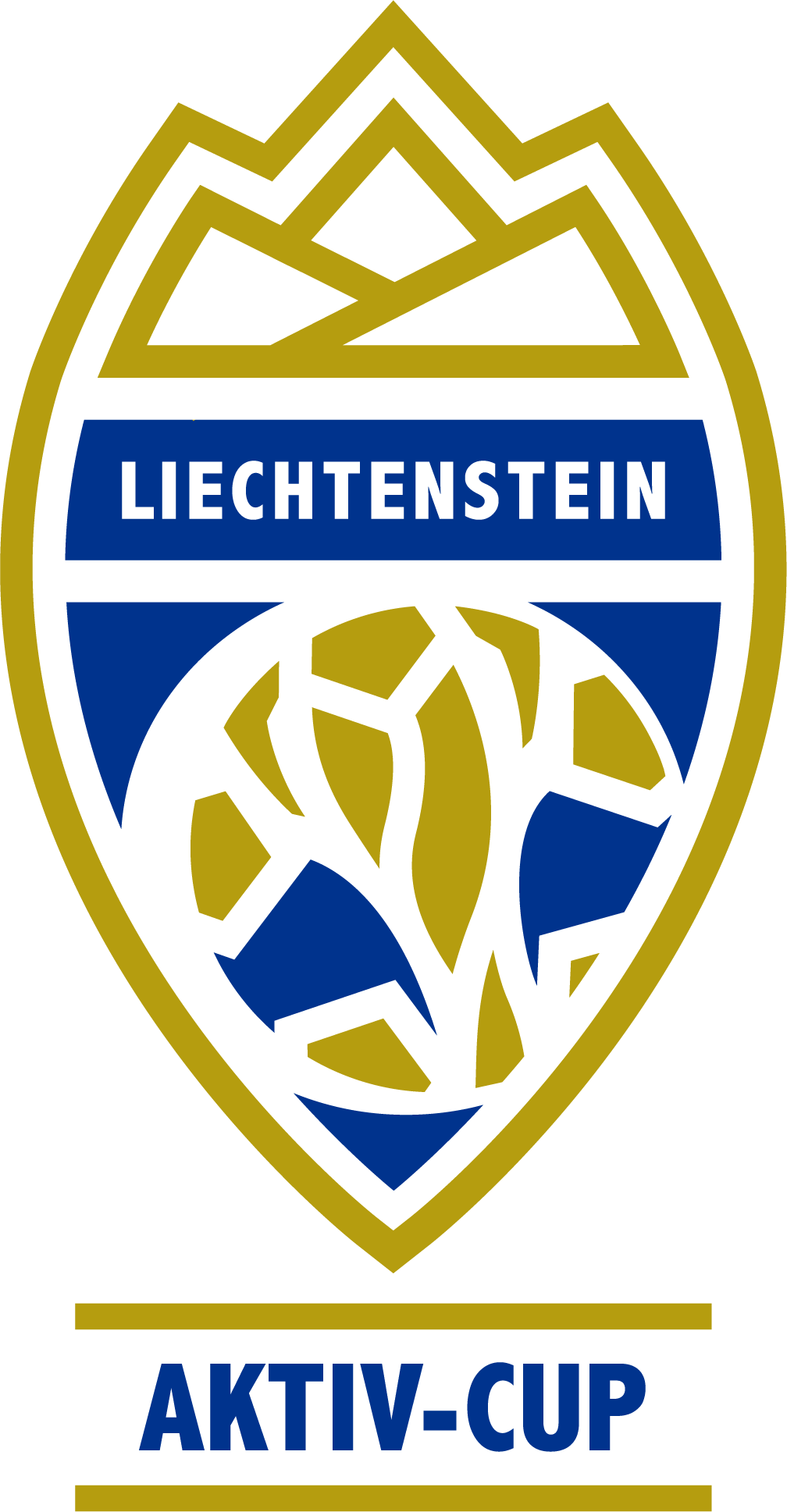

La coupe du Liechtenstein 2008-2009 de football est la 64e édition de la Coupe nationale de football, la seule compétition nationale du pays en l'absence de championnat.
Elle se dispute du 26 août 2008 au 21 mai 2009 avec la finale disputée au Rheinpark Stadion de Vaduz entre le FC Vaduz, tenant du titre depuis 1998, et l'USV Eschen/Mauren.
Les 7 équipes premières du pays entrent au fur et à mesure des tours tout comme les équipes réserves (et même équipes C de certains clubs). Au total, 18 formations prennent part à la compétition.
Le FC Vaduz conserve le trophée en battant l'USV Eschen/Mauren en finale, après la séance de tirs au but. Il s'agit du 38e titre de l'histoire du club dans la compétition. Grâce à ce succès, le club assure sa participation à la prochaine édition de la Ligue Europa.

## Premier tour
| Équipe 1              | Résultat | Équipe 2             |
| --------------------- | -------- | -------------------- |
| FC Vaduz III          | 1 - 8    | FC Balzers II        |
| FC Triesenberg II     | 5 - 0    | FC Balzers III       |
| FC Triesen III        | 1 - 5    | FC Schaan II         |
| FC Triesen II         | 0 - 2    | FC Ruggell II        |
| USV Eschen/Mauren III | 0 - 6    | FC Vaduz II          |
| FC Triesen            | 3 - 4    | USV Eschen/Mauren II |

## Deuxième tour
- Entrée en lice du FC Schaan et du FC Triesenberg.

| Équipe 1          | Résultat | Équipe 2             |
| ----------------- | -------- | -------------------- |
| FC Triesenberg II | 1 - 6    | FC Schaan II         |
| FC Vaduz II       | forfait  | USV Eschen/Mauren II |
| FC Ruggell II     | 1 - 12   | FC Schaan            |
| FC Triesenberg    | 2 - 5    | FC Balzers II        |

## Quarts de finale
- Entrée en lice du FC Vaduz, de l'USV Eschen/Mauren, du FC Ruggell et du FC Balzers, demi-finalistes de la dernière édition et exempts.

| Équipe 1      | Résultat | Équipe 2          |
| ------------- | -------- | ----------------- |
| FC Balzers II | 0 - 8    | FC Vaduz          |
| FC Vaduz II   | 0 - 8    | FC Schaan         |
| FC Ruggell    | 0 - 5    | USV Eschen/Mauren |
| FC Schaan II  | 0 - 1    | FC Balzers        |

## Demi-finales
| Équipe 1   | Résultat | Équipe 2          |
| ---------- | -------- | ----------------- |
| FC Balzers | 0 - 5    | FC Vaduz          |
| FC Schaan  | 0 - 5    | USV Eschen/Mauren |

## Finale
| 21 mai 2009 | FC Vaduz                   | 2 - 1 | USV Eschen/Mauren | Rheinpark Stadion, Vaduz                      |                                               |
|             | Rudan 39e · B. Fischer 45e |       | Memeti 67e        | Spectateurs : 1 935 Arbitrage : Nikolaj Hänni | Spectateurs : 1 935 Arbitrage : Nikolaj Hänni |

- Le FC Vaduz se qualifie pour la Ligue Europa 2009-2010.